# دریفت‌مارک
«دریفت‌مارک» (به انگلیسی: Driftmark) هفتمین قسمت از فصل اول سریال تلویزیونی درام فانتزی خاندان اژدها از اچ‌بی‌او است که نخستین بار در ۲ اکتبر ۲۰۲۲ پخش شد. این قسمت توسط کوین لاو نوشته شده و میگل سپاچنیک کارگردانی آن را بر عهده داشته‌است.
داستان این قسمت به تشییع جنازهٔ لِنا ولاریون در دریفت‌مارک می‌پردازد که در طول آن ایموند بر اژدهای او غلبه می‌کند و یک درگیری بین او و پسرعموها و خواهرزاده‌هایش ایجاد می‌شود که در نتیجه چشم چپ خود را از دست می‌دهد؛ پسران رینیرا و لِنور در ادامه با حدس‌وگمان‌هایی به‌عنوان حرامزاده به چالش کشیده می‌شوند.
«دریفت‌مارک» با نقدهای بسیار مثبت منتقدان روبرو شد، که با قدردانی از کارگردانیِ سپاچنیک، از صحنهٔ تشییع جنازهٔ افتتاحیه، تسخیر وِگار توسط ایموند، مبارزه بین ایموند و جاکریس، لوسریس، بئلا و رینا، رویارویی نیمه شب، داستان پایانی و اجرای نمایش بازیگران (به ویژه کوک) تمجید شد. با این حال، انتقاداتی در مورد تاریکی در صحنهٔ شب وجود داشت.

## داستان
پادشاه ویسریس (پدی کانسیداین) و دربارش در مراسم خاکسپاری لیدی لِنا (نانا بلوندل) در دریفت‌مارک شرکت می‌کنند. در آنجا، پرنسس رینیرا (اما دآرسی)، که مخفیانه از مرگ سِر هاروین استرانگ (رایان کر) غمگین است، دوباره با عمویش دیمون (مت اسمیت) متحد می‌شود. دیمون و ویسریس نیز دوباره به هم می‌پیوندند، اگرچه دیمون درخواست برادرش را برای کنار گذاشتن اختلافات و بازگشت به کینگز لندینگ رد می‌کند. لریس استرانگ (متیو نیدهام)، لرد جدید هارنهال نیز در این مراسم حضور دارد.
در طول شب، رینیرا و دیمون در ساحل با هم ملاقات می‌کنند و از نظر فیزیکی صمیمی می‌شوند. شاهزاده ایموند (لئو اشتون) مخفیانه بیرون می‌آید و وِگار، اژدهای لِنا را تحت سلطهٔ خود درمی‌آورد. پسرعموها و خواهرزاده‌های ایموند با عصبانیت با او روبرو می‌شوند و دختر لِنا، رینا (ایوا اوسی-گرنینگ) به او می‌گوید که وِگار پس از مرگ مادرش متعلق به او بوده‌است. مشاجره منجر به این می‌شود که لوسریس (هاروی سادلر) با یک چاقوی فولادی والیریایی، چشم چپ ایموند را ببرد. تمام فرزندان سلطنتی نزد پادشاه ویسریس آورده می‌شوند. زمانی که ایموند می‌گوید به دست آوردن اژدها ارزش از دست دادن یک چشم را داشت، پادشاه موضوع را حل‌شده می‌داند. با این حال، ملکه آلیسنت (اولیویا کوک)، می‌خواهد چشم لوسریس را به عنوان تلافی بیرون بکشد. وقتی ویسریس امتناع می‌کند، آلیسنت مضطرب چاقوی پادشاه را می‌گیرد تا به لوسریس حمله کند. رینیرا راه او را مسدود می‌کند، اما آلیسنت در مبارزه بازوی پرنسس را زخمی می‌کند. پس از اینکه ادعاهایی مبنی بر حرامزاده‌بودن فرزندان رینیرا مطرح می‌شود، پادشاه ویسریس حکم می‌دهد که هرکسی که مشروعیت نوه‌هایش را زیر سؤال ببرد، زبان خود را از دست خواهد داد.
آتو های‌تاور (ریس ایفانز) که مجدداً به عنوان دست پادشاه بازگردانده شده‌است، تحت تأثیر قدرت شخصیت تازه نمایش داده‌شدهٔ دخترش قرار گرفته‌است. او به‌طور خصوصی می‌گوید که آن‌ها به زودی پیروز خواهند شد، در حالی که دیمون و رینیرا توافق می‌کنند که علیه ملکه و حامیانش متحد شوند. رینیرا می‌خواهد با دیمون ازدواج کند، که به گفته او تا زمانی که لِنور (جان مک میلان) زنده است غیرممکن است. دیمون بعداً با یک پیشنهاد به معشوق لِنور، سِر کارل کوری (آرتی فروشان) نزدیک می‌شود. بلافاصله پس از آن، لِنور ظاهراً در یک درگیری با کارل در داخل قلعهٔ ولاریون کشته می‌شود. پرنسس رینیس (ایو بست) و لرد کورلیس (استیو توسان) بر این باورند که جسد زغالیِ یافت‌شده در شومینه متعلق به پسرشان لِنور است. در همین حال، دیمون و رینیرا طبق سنت کهن والریایی ازدواج می‌کنند تا نسل خون خالص تارگرین را ادامه دهند و فرزندان مربوطه آن‌ها در این مراسم خصوصی شرکت می‌کنند. لِنور که مرگ خود را جعل کرده و سرش را تراشیده‌است، مخفیانه با کارل از دریفت‌مارک فرار می‌کند.

## تولید

### نویسندگی
«دریفت‌مارک» توسط کوین لاو نوشته و تهیه شده‌است که نخستین حضور وی را در این فرنچایز رقم می‌زند.

### فیلم‌برداری

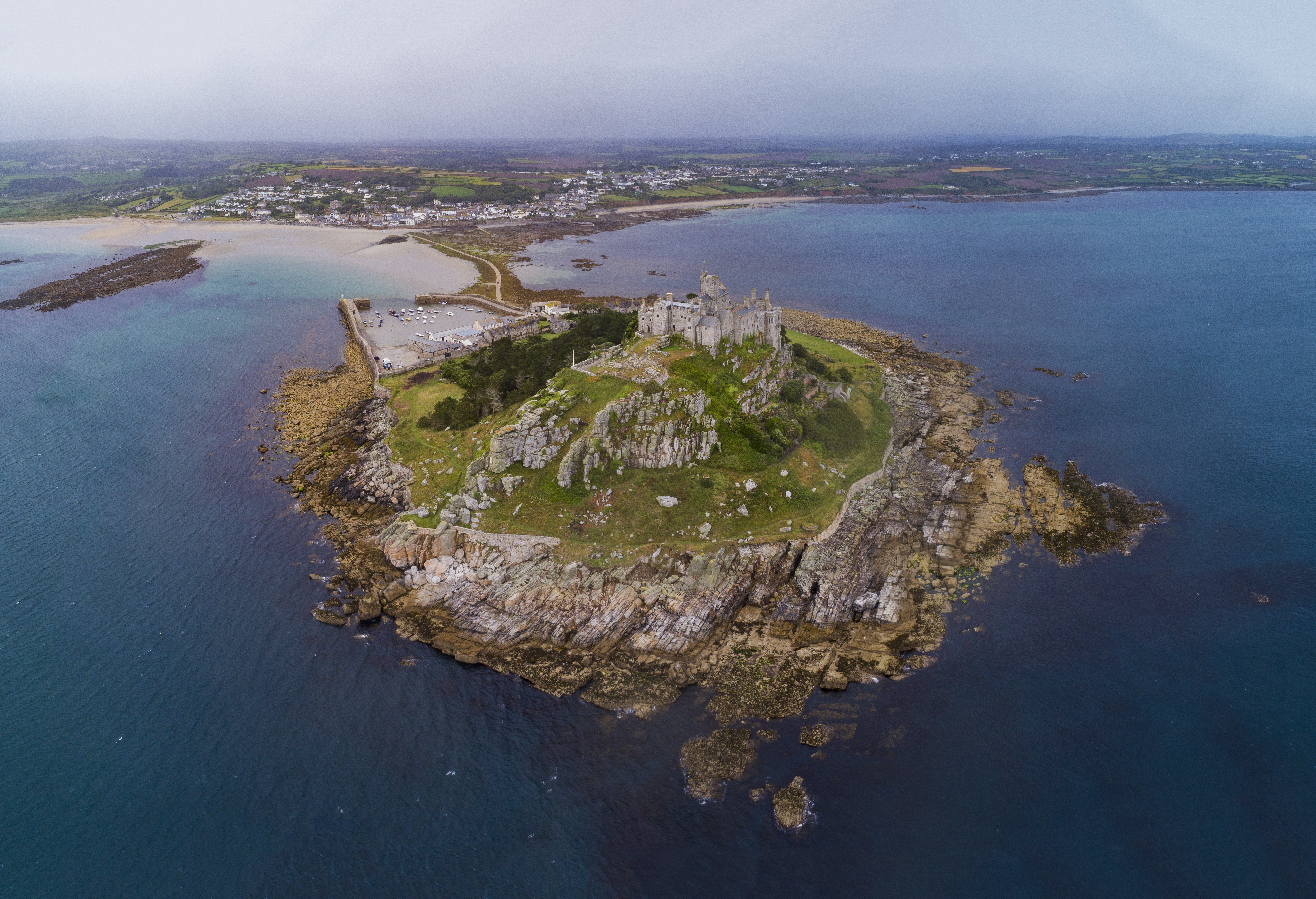
تصویربرداریِ «دریفت‌مارک» در جزیرهٔ کوه سنت مایکل، در کورن‌وال انجام شد.

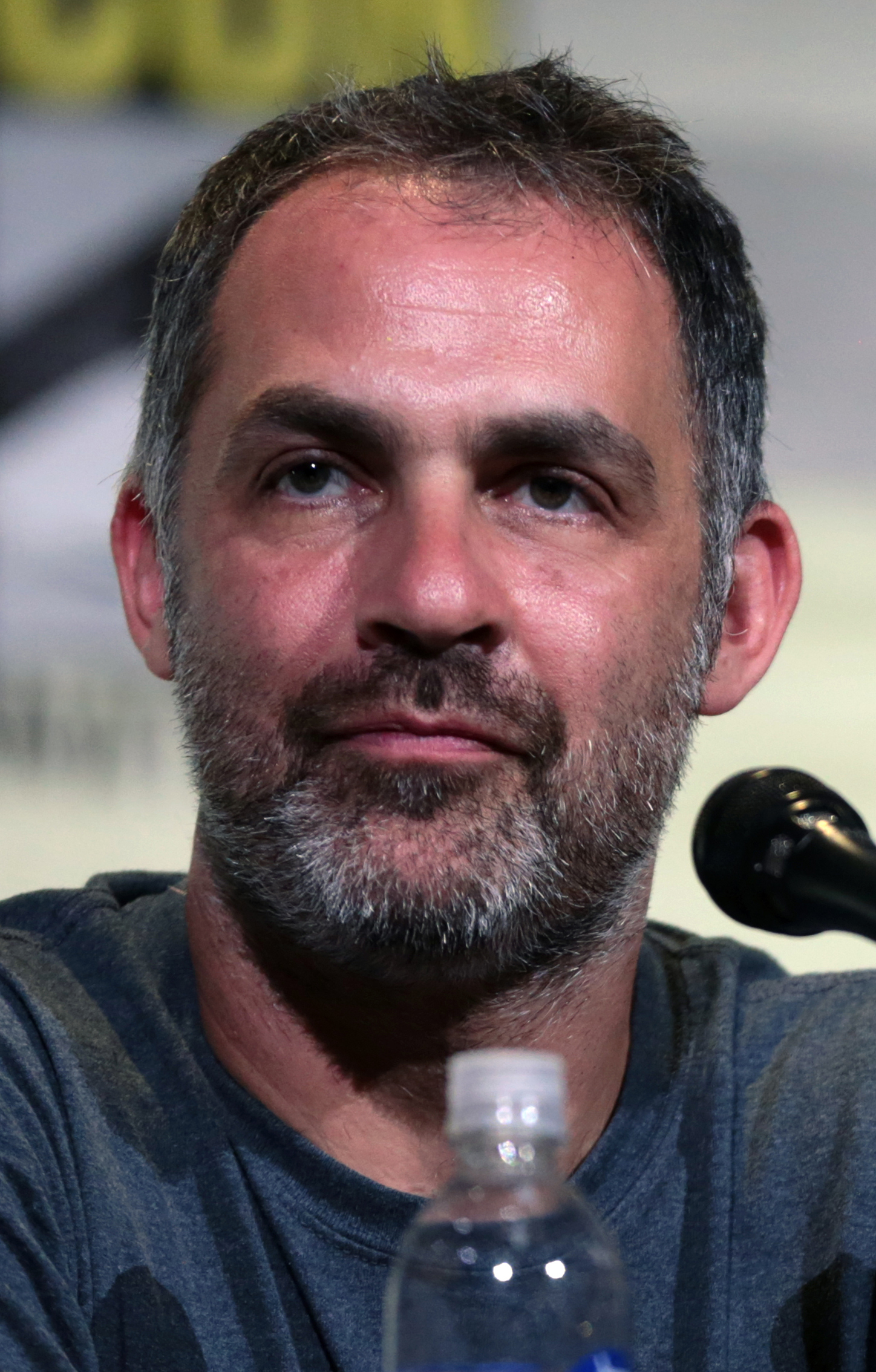
میگل سپاچنیک برای آخرین بار در فرنچایز بازی تاج‌وتخت کارگردانی می‌کند.

این اپیزود توسط میگل سپاچنیک، شورانر برنامه و تهیه‌کنندهٔ اجراییِ آن کارگردانی شد که پس از «وارثان اژدها» و «پرنسس و ملکه» سومین اثر کارگردانی او برای این سریال است. پس از جدایی او به عنوان شورانر برنامه پیش از تولید فصل دوم، این نهمین و آخرین بار است که او برای این فرنچایز خدمت می‌کند. جزیره کوه سنت مایکل، در خلیج کوه، کورن‌وال، انگلستان به عنوان مکان فیلم‌برداری برای «دریفت‌مارک» خدمت می‌کرد.

### بازیگران
این اپیزود به دلیل جهش زمانی با قسمت بعدی («ارباب جزر و مد») آخرین حضور بازیگران تای تننت، ایوی آلن، لئو اشتون، لئو هارت، هاروی سادلر، شانی اسمتورست و ایوا اوسی-گرنینگ را رقم می‌زند که به‌ترتیب نسخه‌های جوانِ اِگان، هِلِنا، ایموند، جاکریس، لوسریس، بئلا و رینا را به تصویر کشیدند. نقش‌های این شخصیت‌ها در بزرگسالی در قسمت‌های بعدی به ترتیب توسط تام گلین-کارنی، فیا سابان، ایوان میچل، هری کولت، الیوت گریهولت، بتانی آنتونیا و فیبی کمپبل به تصویر کشیده می‌شوند.

## بازخورد

### رتبه‌بندی
تخمین زده می‌شود که ۱٫۸۸ میلیون بیننده «دریفت‌مارک» را در نخستین پخش آن در ۲ اکتبر ۲۰۲۲ در وبسایت اچ‌بی‌او تماشا کردند.

### پاسخ انتقادی
«دریفت‌مارک» با استقبال گسترده منتقدان روبرو شد. در وبسایت بازبینی‌خوانی راتن تومیتوز، ۹۵٪ از ۲۲ بررسی منتقدین مثبت است و این قسمت میانگینِ امتیاز ۷٫۵/۱۰ را در اختیار دارد. اجماع این وب‌سایت چنین می‌نویسد: «در حالی که فیلم‌برداریِ شبانه، بینندگان را وادار می‌کند تا تنظیماتِ روشناییِ خود را تنظیم کنند، «دریفت‌مارک» یک سفر بسیار رضایت‌بخش را با دعواهای خانوادگی و تجمعات تابو نمایش می‌دهد.» «دریفت‌مارک» با ۹۵٪، در زمان پخش خود بالاترین امتیاز در بین قسمت‌های این سریال را در این وبسایت در اختیار دارد.
الک بوجالاد از دن آف گیک به آن امتیاز ۴٫۵ از ۵ ستاره داد و صحنهٔ افتتاحیه تشییع جنازه، طراحی صحنه، طراحی صدا، آهنگسازی، اجراها، موسیقی جوادی و کارگردانی سپاچنیک را تحسین کرد و آن را «یک‌ساعت برنامهٔ تلویزیونیِ خوش‌ساخت و عالی از نظر لحنی و خیره کننده از نظر بصری» دانست.» این قسمت ۴ ستاره از ۵ ستاره را از سوی مایکل دیکن از دیلی تلگراف، هیلاری کلی از والچر و جک شپرد از گیمزریدار+ دریافت کرد. دیکن آن را «یکی دیگر از قسمت‌های برجسته، با تنش و درگیری» دانست و صحنهٔ مبارزه بین ایموند و جاکریس، لوسریس، بئلا و رینا، و همچنین صحنهٔ ملاقات نیمه‌شب را ستود. کِلی، صحنهٔ پیوند ایموند با وِگار، سرعتِ اپیزود (که پیشرفتی نسبت به قسمت قبلی در نظر گرفته شده‌است) و همچنین صحنهٔ مبارزه را ستود و آن را «آینه‌ای هوشمندانه از نحوهٔ برخورد بزرگسالان با همان اتهامات» نامید. شپرد در حکم خود نوشت: «یک بیداریِ پرتنش منجر به یک رویاروییِ خونین می‌شود، که در آن کودکان سعی می‌کنند یکدیگر را به قتل برسانند» و عملکرد کوک را ستود. هلن اوهارا در نقد آی‌جی‌ان به آن نمره «شگفت‌انگیزِ» ۹ از ۱۰ داد و آن را در حکم خود چنین خلاصه کرد: «ترکیبی کارشناسانه از تاریکی و نور - به جز در فیلم‌برداری - این قسمت یک درام رضایت‌بخش با توسعهٔ [بیشتر] شخصیت‌هایش است. طوری که می‌توان تنش، و همچنین آن چشم عجیب و غریب، را با یک چاقو قطع کرد.»